# Алкмена
Алкмена (на старогръцки: Άλκμήνη, Ἀλκμάνα; на латински: Alcmena, Alcumena, Alcmene) в древногръцката митология е дъщеря на Електрион, царя на Микена и син на Персей. Отличавала се с изключителна красота. Заради случайното убийство на своя тъст, Амфитрион и Алкмена били прокудени от Микена и отишли да живеят в Тива. Според някои митографи тя е майка на Евридика.

## Легенда
Зевс бил привлечен от красотата на Алкмена и ѝ се явил. През тяхната брачна нощ слънцето три дни не изгрявало. Скоро след това Алкмена родила едновременно двама сина – Ификъл от мъжа си и Херакъл от Зевс. Докато Алкмена била бременна с Херакъл/Херкулес, Хера се опитала да предотврати раждането на героя, който щял да установи нов ред на Олимп. Тя била спасена от прислужница на Алкмена – Галантида, която казала на Хера, че тя вече е родила детето. Хера превърнала вестителката в невестулка.
Мъжът на Алкмена извършил много подвизи, но бил убит в битка. След смъртта му, Алкмена била преследвана от Евристей. След смъртта си, тя била пренесена в Елисейските полета и там срещнала Радамант.
Култ към Алкмена съществувал в Тива, Атика и на други места в Древна Гърция.